# Tympanuchus phasianellus
Tympanuchus phasianellus là một loài chim trong họ Phasianidae.